# 1974–1984
1974–1984 – album kompilacyjny Budki Suflera wydany w 1984 roku. Album zawiera m.in. znane utwory zespołu w nowych aranżacjach i został zrealizowany z uwagi na słabe warunki techniczne oryginalnych wersji utworów. Oprócz tego zawiera dwa utwory nagrane z nowym wokalistą zespołu Felicjanem Andrzejczakiem w 1982 – przebojowy singel „Jolka, Jolka pamiętasz” oraz poświęcony wielu tragicznie zmarłym artystom „Czas ołowiu”.
Wśród fanów znany również jako Helikopter ze względu na wizerunek śmigłowca na okładce.
Wydanie winylowe albumu z 1984 roku (Muza SX 2180) zostało wytłoczone w liczbie 219 485 egzemplarzy.

## Wykonawcy
- Krzysztof Cugowski – śpiew
- Romuald Czystaw – śpiew
- Felicjan Andrzejczak – śpiew
- Romuald Lipko – instrumenty klawiszowe
- Andrzej Ziółkowski – gitara basowa
- Jan Borysewicz – gitary
- Zdzisław Janiak – gitary
- Andrzej Sidło – gitary
- Mieczysław Jurecki – gitara basowa
- Tomasz Zeliszewski – perkusja, instrumenty perkusyjne

oraz gościnnie:
- Urszula – śpiew w utworach „Cień wielkiej góry” i „Jest taki samotny dom”
- Henryk Miśkiewicz – saksofon w utworach „Sen o dolinie” i „Z dalekich wypraw”

Realizacja nagrań: Wojciech Przybylski, Jarosław Regulski, Andrzej Sasin, Andrzej Lupa, Andrzej Poniatowski, Włodzimierz Kowalczyk. Wybór nagrań: Jerzy Janiszewski.

## Lista utworów z pierwszego wydania
| strona A | strona A                                                                        | strona A |
| Nr       | Tytuł utworu                                                                    | Długość  |
| -------- | ------------------------------------------------------------------------------- | -------- |
| 1.       | „Sen o dolinie” (muz. Bill Withers, sł. Adam Sikorski)                          | 3:50     |
| 2.       | „Cień wielkiej góry” (muz. Romuald Lipko i Krzysztof Cugowski, sł. A. Sikorski) | 6:25     |
| 3.       | „Jest taki samotny dom” (muz. R. Lipko i K. Cugowski, sł. A. Sikorski)          | 4:40     |
| 4.       | „Pieśń niepokorna” (muz. R. Lipko i K. Cugowski, sł. A. Sikorski)               | 5:15     |
|          |                                                                                 | 20:10    |

| strona B | strona B                                                           | strona B |
| Nr       | Tytuł utworu                                                       | Długość  |
| -------- | ------------------------------------------------------------------ | -------- |
| 1.       | „Za ostatni grosz” (muz. R. Lipko, sł. Marek Dutkiewicz)           | 5:05     |
| 2.       | „Memu miastu na do widzenia” (muz. R. Lipko, sł. A. Sikorski)      | 3:00     |
| 3.       | „Jolka, Jolka pamiętasz” (muz. R. Lipko, sł. M. Dutkiewicz)        | 6:30     |
| 4.       | „Czas ołowiu” (muz. R. Lipko, sł. M. Dutkiewicz)                   | 5:10     |
| 5.       | „Z dalekich wypraw” (muz. R. Lipko i K. Cugowski, sł. A. Sikorski) | 2:45     |
|          |                                                                    | 22:30    |

## Wydawnictwa
Źródło:.
- 1984 Polskie Nagrania „Muza” LP (SX 2180)
- 1984 Polmark CK (PK-107)
- 1992 Polskie Nagrania Muza CD (PNCD 191)
- 2013 Polskie Nagrania Muza DG CD (PNCD 1530)
- 2014 Polskie Nagrania Muza LP (SX 2180)